# Réez-Fosse-Martin
Réez-Fosse-Martin é uma comuna francesa na região administrativa de Altos da França, no departamento de Oise. Estende-se por uma área de 7,11 km². Em 2010 a comuna tinha 148 habitantes (densidade: 20,8 hab./km²).